# Municipio de York (condado de Iowa)
El municipio de York (en inglés: York Township) es un municipio ubicado en el condado de Iowa en el estado estadounidense de Iowa. En el año 2010 tenía una población de 497 habitantes y una densidad poblacional de 5,37 personas por km².

## Geografía
El municipio de York se encuentra ubicado en las coordenadas 41°38′32″N 91°54′2″O / 41.64222, -91.90056. Según la Oficina del Censo de los Estados Unidos, el municipio tiene una superficie total de 92.63 km², de la cual 92,59 km² corresponden a tierra firme y (0,04 %) 0,04 km² es agua.

## Demografía
Según el censo de 2010, había 497 personas residiendo en el municipio de York. La densidad de población era de 5,37 hab./km². De los 497 habitantes, el municipio de York estaba compuesto por el 92,35 % blancos, el 0,2 % eran afroamericanos, el 2,01 % eran asiáticos, el 3,62 % eran de otras razas y el 1,81 % eran de una mezcla de razas. Del total de la población el 10,26 % eran hispanos o latinos de cualquier raza.